# Serra de la Conca
La Serra de la Conca és una serra limítrof entre l'actual terme municipal d'Isona i Conca Dellà, pertanyent a l'antic municipi de Benavent de Tremp, al Pallars Jussà, i el de la Baronia de Rialb, de la comarca de la Noguera. Tanca el terme i la comarca pel costat de llevant, i hi pertany el Roc de Benavent, que n'és la façana que mira cap a ponent, damunt i a l'est del poble de Benavent de la Conca.